# Ионосферное распространение
Ионосферное распространение — способ распространения радиоволн, преимущественно коротковолнового диапазона, путём отражения и преломления в верхних электрически заряженных слоях атмосферы — ионосфере, позволяя получать сигнал не только в прямой видимости, но и за горизонтом. Прохождение радиоволн зависит от времени суток, времени года и солнечной активности и может достигать тысяч километров.

## Распределение слоёв

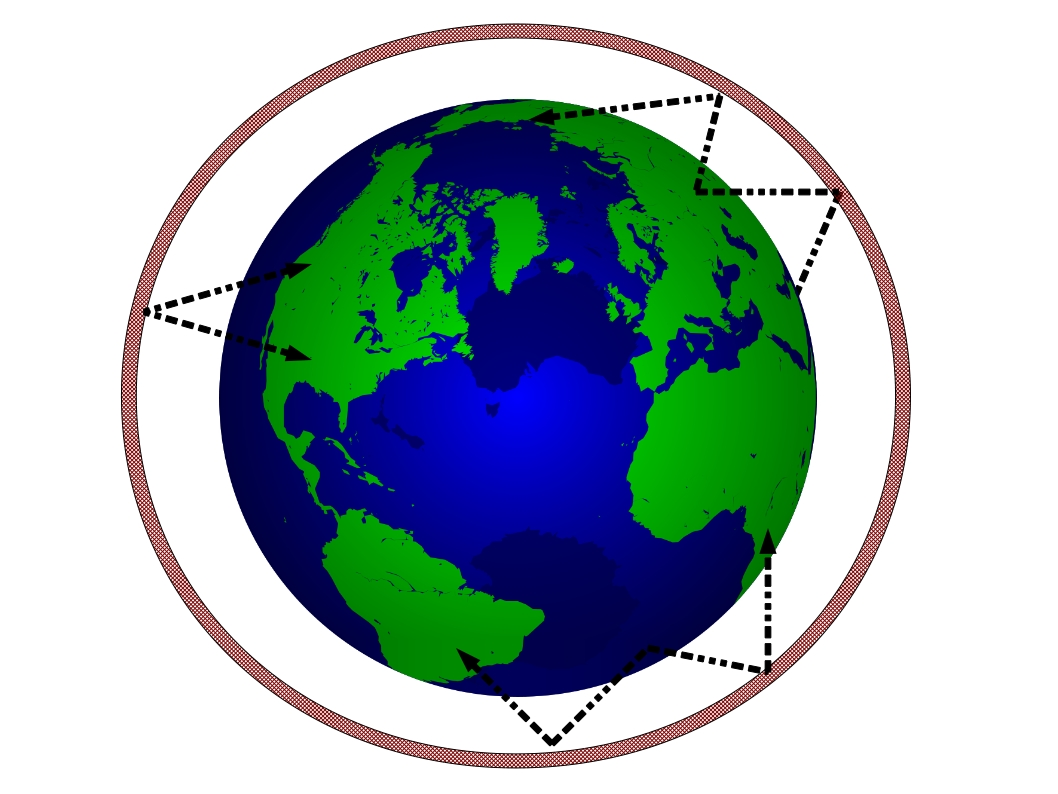
Схема распространения радиоволн с отражением от ионосферы

Слой F2 — самый верхний из ионизированных слоёв ионосферы. Концентрация этого слоя повышается днем, летом она выше, чем зимой. Максимальное распространение для связи одним скачком до 4000 км. Чем выше концентрация слоя, тем более высокая частота может ещё отразиться от ионосферы. Максимальная частота, при которой происходит отражение, называется максимально применимой частотой (МПЧ). С увеличением угла отражения МПЧ возрастает.
Слой F1 — существует только днем. Максимальное распространение для связи одним скачком до 3000 км. Ночью сливается со слоем F2.
Слой Е — отражающий слой, наименее подвержен солнечной активности. Максимальное распространение для связи одним скачком до 2000 км. МПЧ зависит только от угла отражения.
Слой Es — слой Е спорадический. Возникает спорадически (изредка), чаще в экваториальных широтах. Характеристики как у слоя Е.
Слой D — самый нижний из ионизированных слоёв ионосферы и единственный поглощающий слой для радиоволн КВ диапазона. Существует только днём. При исчезновении слоя D ночью, становится возможен прием слабых и далеко расположенных радиостанций. Из-за уменьшения МПЧ радиоволны отражаемой слоем F2 и увеличением помех из-за пропадания слоя D, ночью, профессиональная радиосвязь в КВ диапазоне затруднена.
«Аврора» — отражения радиоволн от полярного сияния.
Прогноз МПЧ — расчет МПЧ производится по месячным, пятидневным и ежедневным прогнозам. В России эти прогнозы выдаются Институтом земного магнетизма, ионосферы и распространения радиоволн им. Н. В. Пушкова Российской Академии наук (ИЗМИРАН).
Оптимальная рабочая частота оценивает максимальную частоту, которая должна использоваться для данной критической частоты и угла падения. Это частота, выбранная во избежание неоднородностей атмосферы.